# Армстронг, Герберт
Герберт Армстронг (13 мая 1869 — 31 мая 1922) — британский юрист, осуждённый и казнённый за женоубийство (единственный адвокат в британской истории, который был повешен). Суд над Армстронгом и последующая казнь вызвали большой резонанс в британском обществе. С тех пор о деле Армстронга было написано более 80 книг. Некоторые современные исследователи утверждают, что Армстронг мог быть невиновен.

## Биография

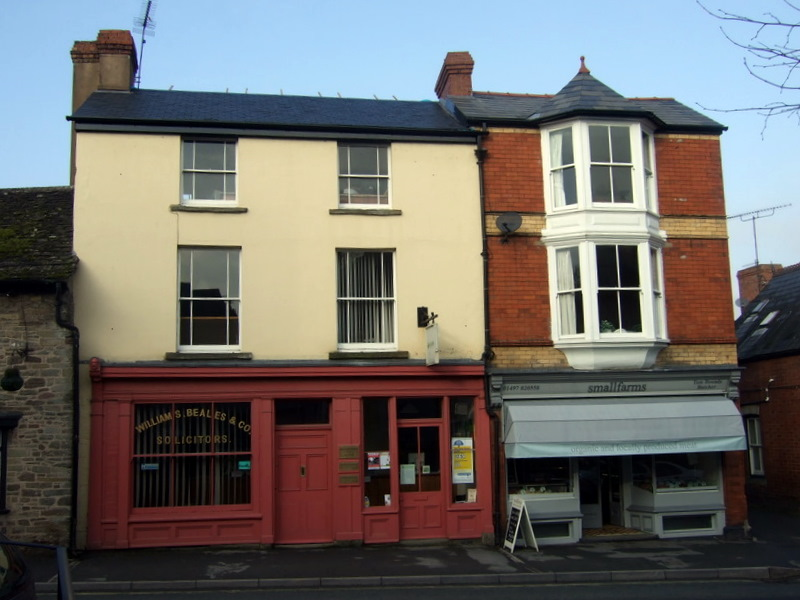
Место работы Армстронга, это здание всё ещё используется по назначению

Родился 13 мая 1869 года в небогатой семье. Учился в кембриджском колледже Святой Екатерины, после окончания которого в 1895 году стал работать поверенным. В 1906 году переехал в город Хей-он-Уай на границе Уэльса и Англии, где спустя год женился на Кэтрин Мэри Френд. У супругов было трое детей — сын и две дочери. Отношения с женой у него не ладились, однако до серьёзных конфликтов не доходило. Во время Первой мировой войны Армстронг имел звание майора, в этом чине он был уволен с военной службы.
Весной 1920 года Армстронг начал удалять сорняки на своём участке, проводя за этим занятием всё свободное время. Из-за этого он накупил много мышьяка. Вскоре его жена составила завещание, по которому все её имущество доставалось мужу. Несколько недель спустя у миссис Армстронг начались галлюцинации. Она была помещена в клинику, где была признана сумасшедшей. К концу года ей стало лучше, и она вернулась домой. Но вскоре ей стало ещё хуже и 22 февраля 1921 года она умерла. Причиной смерти были признаны болезнь сердца и гастрит.
После убийства жены Армстронг безуспешно попытался убить двух своих партнёров по бизнесу. Несмотря на тяжёлые последствия, оба партнёра остались живы. Это привело к тому, что тело жены Армстронга было эксгумировано, сэр Бернард Спилсбери, проведя вскрытие, пришёл к выводу, что женщина была убита.  Армстронг был обвинён в убийстве жены. Судебный процесс был очень противоречив, выражались сомнения в виновности Армстронга. Тем не менее он был признан виновным в убийстве, приговорён к казни и впоследствии повешен.
В 1995 году Мартин Билс выпустил книгу «Dead Not Buried: Herbert Rowse Armstrong». В ней он критиковал следствие и суд на Армстрогом и утверждал, что последний был невиновен в убийстве.